# Таллула-Фоллс (Джорджія)
Таллула-Фоллс (англ. Tallulah Falls) — місто (англ. town) в США, в округах Рабун і Гейбершем штату Джорджія. Населення — 199 осіб (2020).

## Географія
Таллула-Фоллс розташована за координатами 34°43′16″ пн. ш. 83°22′37″ зх. д. / 34.72111° пн. ш. 83.37694° зх. д. (34.721113, -83.377057).  За даними Бюро перепису населення США в 2010 році місто мало площу 22,11 км², з яких 20,93 км² — суходіл та 1,18 км² — водойми.

## Демографія
Згідно з переписом 2010 року, у місті мешкало 168 осіб у 72 домогосподарствах у складі 45 родин. Густота населення становила 8 осіб/км².  Було 90 помешкань (4/км²).
Расовий склад населення:
| - 95,8 % — білих - 0,6 % — корінних американців - 1,2 % — осіб інших рас |

До двох чи більше рас належало 2,4 %. Частка іспаномовних становила 5,4 % від усіх жителів.
За віковим діапазоном населення розподілялося таким чином: 23,2 % — особи молодші 18 років, 65,5 % — особи у віці 18—64 років, 11,3 % — особи у віці 65 років та старші. Медіана віку мешканця становила 41,5 року. На 100 осіб жіночої статі у місті припадало 107,4 чоловіків;  на 100 жінок у віці від 18 років та старших — 122,4 чоловіків також старших 18 років.
Середній дохід на одне домашнє господарство  становив 50 147 доларів США (медіана — 52 500), а середній дохід на одну сім'ю — 53 252 долари (медіана — 53 375). Медіана доходів становила 46 750 доларів для чоловіків та 44 000 доларів для жінок. 
Цивільне працевлаштоване населення становило 44 особи. Основні галузі зайнятості: освіта, охорона здоров'я та соціальна допомога — 40,9 %, транспорт — 22,7 %, виробництво — 13,6 %, публічна адміністрація — 6,8 %.